# Domenico Corvi
 (février 2025).
Si vous disposez d'ouvrages ou d'articles de référence ou si vous connaissez des sites web de qualité traitant du thème abordé ici, merci de compléter l'article en donnant les références utiles à sa vérifiabilité et en les liant à la section « Notes et références ».
Domenico Corvi, né le 16 septembre 1721 à Viterbe (province de Viterbe, Latium) et mort le 22 juillet 1803 à Rome, est un peintre néoclassique italien.

## Biographie

### Formation
Arrivé à Rome vers 1740, Domenico Corvi eut comme maître le peintre Francesco Mancini.
Son style est un mélange où coexistent le rococo tardif de Pompeo Batoni et le début du néoclassicisme de Anton Raphael Mengs[réf. nécessaire].
L'artiste était membre de l'Académie d'Arcadie[réf. nécessaire].

### Réalisations: toiles et peintures murales
Après une série de travaux à Viterbe et à Palestrina, Corvi commença[Quand ?] à obtenir d'importantes commandes à Rome : Palais Borghèse, Palazzo Doria Pamphili, San Marco et palais du Capitole. 
Son premier grand ensemble d'œuvres réalisé à Rome est une série de toiles (achevées en 1758) et actuellement à Vedana, commandées par le cardinal Domenico Amedeo Orsini (dont le retable de saint Michel archange de l'église de Trinità dei Monti).
Une série de peintures à thème médiéval lui a été commandée par la branche familiale  des Colonna di Sciarra. Ces travaux montrent déjà des éléments à sensibilité pré-romantique, avec des atmosphères de romans gothiques (Sainte Marguerite Colonna chasse les démons, 1770).
En 1756, avec Vincenzo Strigelli et Anton Angelo Falaschi, il peint à fresque l'Oratorio del Gonfalone à Viterbe.
La famille Antonelli lui permet de remporter la commande de trois retables (1754 et 1756) pour l'église de Senigallia.
Il a aussi peint pour l'église Saint Marcello et une série de toiles historiques du Palazzo Barberini.
Entre 1770 et 1778, Corvi a aussi orné à fresque des plafonds pour le Palazzo Doria Pamphili et le Palais Borghèse. Dans la Villa Borghese, il a peint également à fresque un Triomphe d'Apollon (1771) et une Aurore (1782). Toujours pour la famille Borghese, il a contribué à restaurer la chapelle Paoline à basilique Sainte-Marie-Majeure et la Loggia de Lanfranco dans le casino. Il a aussi peint pour l'église San Marco, et le Capitole.
Le Miracle de Saint-Joseph de Calasanz ressuscitant un enfant a été réalisé pour l'église des Frascati de l'ordre de piaristes (Scolopi). La peinture a été faite en commémoration de la canonisation du saint le 16 juillet 1767, elle est conservée à Hartford au Wadsworth Atheneum.
La commande d'un cycle de grandes toiles pour l'abbaye suisse de Soleure date de la période 1774-1778.

### Nus académiques et enseignement du dessin
Réputés, les dessins d'académie de Domenico Corvi étaient très recherchées par ses contemporains, en raison de sa très bonne maîtrise de l'anatomie. L'historien Luigi Lanzi a même avancée qu'elles étaient plus appréciées que ses peintures. Ce n'est donc pas un hasard si l'artiste s'est représenté en train de peindre une académie masculine dans son autoportrait aujourd'hui conservé au Musée des Offices. 
Domenico Corvi a contribué à la formation de nombreux artistes en ouvrant une académie privée de dessin dans son atelier. Il a également dirigé les séances de dessin d'après le modèle vivant à l'Accademia del Nudo en 1757, 1760, 1775, 1777, 1778, 1792 et 1801, à chaque fois pour une durée d'un mois.  
Domenico Pellegrini a été un de ses élèves[réf. nécessaire].

## Œuvres dans les collections publiques
- Aux États-Unis
  - Hartford, Wadsworth Atheneum : Le Miracle de saint Joseph de Calasanz ressuscitant un enfant, 1767.
  - Minneapolis, Minneapolis Institute of Arts : Glorification d'Andrea Doria, 1750.

- En Italie
  - Vedana :
    - église de Trinità dei Monti : Retable de saint Michel archange, 1758.
    - église Sainte Trinité : Charité de saint Thomas de Villeneuve, 1795.

  - Rome :
    - église et abbaye de la Trinité-des-Monts : Retable de saint Michel archange.
    - villa Borghèse :
      - Triomphe d'Apollon, 1771 ;
      - Aurore, 1782.
      - Sainte Marguerite Colonna chassant les démons, 1770.